# Paresí
I Paresí  sono un gruppo etnico del Brasile che ha una popolazione stimata in circa 2.005 individui (2008).

## Lingua
Parlano la lingua Paresí (codice ISO 639: PAB), lingua che appartiene alla famiglia linguistica Aruak.

## Insediamenti
Vivono nello stato brasiliano di Mato Grosso.